# 유카르
유카르(아이누어: юкар, 일본어: ユーカラ)는 아이누인들 사이에 입에서 입으로 내려오는 서사시를 말한다. 방언에 따라 투이탁(туитак), 우에페르케(уэпэркэ)라고도 불린다.
아이누어 연구에 중요한 구실을 한 긴다이치 교스케의 분류에 따르면, 유카르는 "아이누유카르(영웅서사시)"와 "카무이유카르(신요)"로 나뉜다. 아이누유카르의 대표적인 영웅으로는 오키키르무이(Окикирмуи)가 있으며, 카무이유카르의 경우 신격화된 동물이나 자연물 등이 1인칭으로 자신의 이야기를 하는 식으로 구성되어 있다. "아이누"와 "카무이"는 각각 아이누어로 "인간", "신"을 의미한다.
유카르가 산문형식으로 되어 있는 경우 우에페르케라고도 하나, 지역에 따라 전부 우에페르케로 부르기도 한다.
대표적인 유카르 모음집으로 지리 유키에(일본어: 知里幸恵, 1903년 6월 8일~1922년 9월 18일)가 엮은 《아이누 신요집》이 있다.

## 같이 보기
- 카무이